# Wielkie Antyle
Wielkie Antyle – część większego łańcucha wysp na Morzu Karaibskim określanych jako Antyle. W skład archipelagu wchodzą wyspy: Kuba, Haiti, Jamajka i Portoryko wraz z mniejszymi wyspami leżącymi u ich wybrzeży.

## Państwa i terytoria zależne Wielkich Antyli
| Państwo z flagą      | Powierzchnia (km²) | Populacja (2009) | Gęstość zaludnienia (na km²) | Stolica        |
| -------------------- | ------------------ | ---------------- | ---------------------------- | -------------- |
| Kuba                 | 110 860            | 11 451 652       | 103,3                        | Hawana         |
| Dominikana           | 48 730             | 9 650 054        | 198,0                        | Santo Domingo  |
| Haiti                | 27 750             | 9 035 536        | 325,6                        | Port-au-Prince |
| Jamajka              | 10 991             | 2 825 928        | 257,1                        | Kingston       |
| Kajmany (brytyjskie) | 264                | 58 441           | 221,4                        | George Town    |
| Portoryko (USA)      | 9104               | 3 971 020        | 436,2                        | San Juan       |
| W sumie              | 207 699            | 36 992 631       | 178,1                        |                |